# Arremessador de bola rasteira
Um arremessador de bola rasteira (ground ball pitcher) é, no beisebol, um arremessador que conta com os rebatedores batendo para ground outs ao invés de bolas altas ou strikeouts. A maior parte deles confia muito na sinker para forçar os rebatedores a acertarem a bola para um dos defensores internos. Como um resultado, muitos arremessadores de bola rasteira saem de entradas e situações difíceis através de queimadas duplas, e não é incomum ter um liderando a liga nesse quesito. Atualmente, grandes exemplos são Chien-Ming Wang, Derek Lowe e Brandon Webb.